# Cottage pie

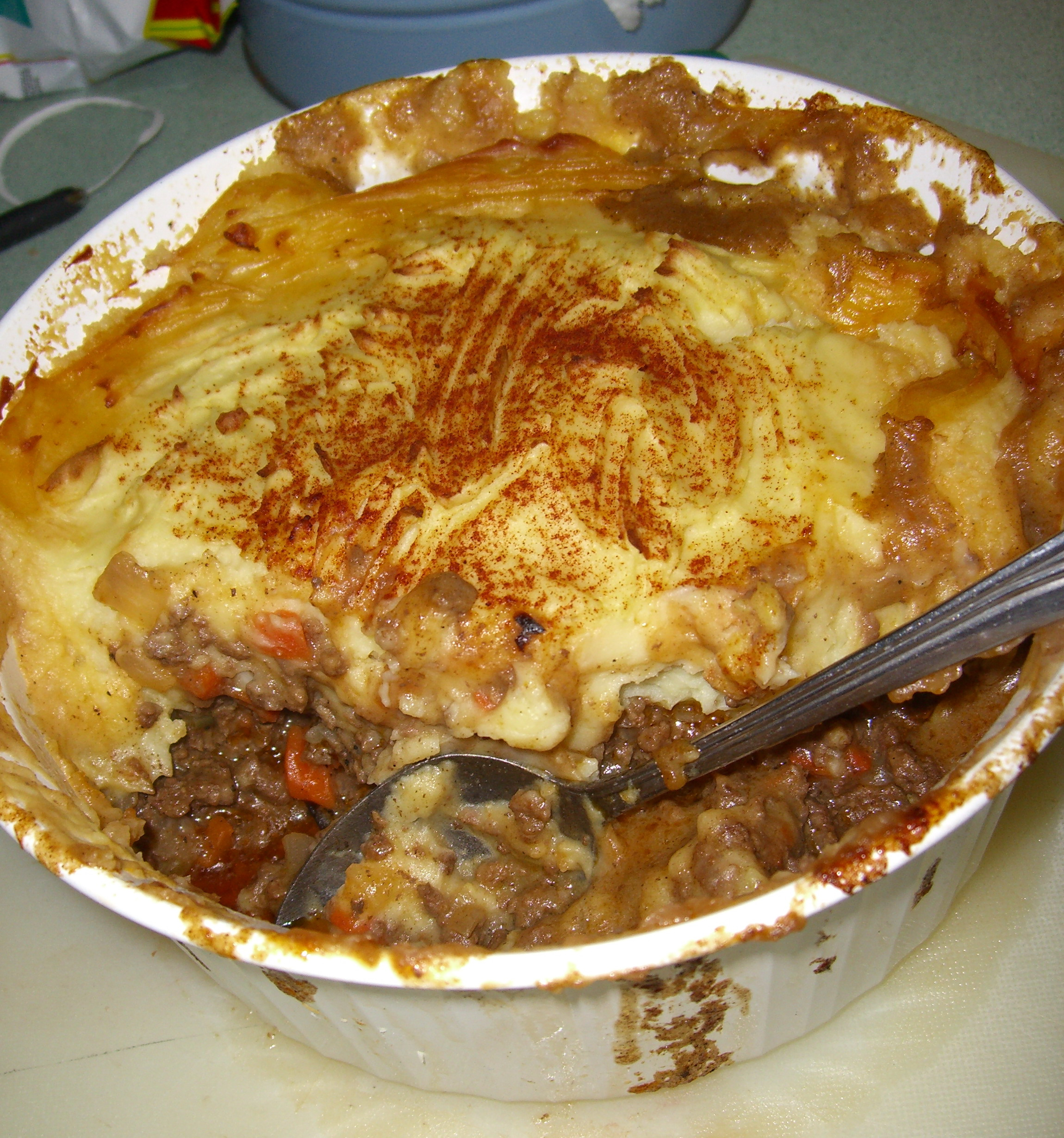
Zapiekanka wiejska po wyjęciu z pieca

Cottage pie (zapiekanka wiejska) – zapiekana potrawa mięsno-warzywna, składająca się z dwóch warstw – wierzchniej, z purée ziemniaczanego, oraz spodniej, będącej potrawką z mielonego mięsa wołowego z dodatkiem cebuli, innych warzyw i przypraw. Nieco podobna do gulaszu, choć istotę stanowi właśnie warstwa ziemniaków ze spieczoną skórką.

## Odmiany
Podobna jest shepherd's pie (zapiekanka pasterska), do przyrządzania której zamiast mięsa wołowego używa się jagnięciny.

## Historia
Zapiekanki mięsne od dawna były w Anglii sposobem na spożytkowanie nadwyżek mięsa. Zawsze były zapiekane w charakterystycznej formie o kształcie stożka ściętego, stąd staroangielska nazwa coffyn (trumna).

## Przepis
Składniki dla czterech osób:
900 g ziemniaków,
3 łyżki mleka,
łyżka masła,
sól,
pieprz,
1 cebula,
1 marchew,
olej,
1 funt (ok. 450 g) wołowego mięsa mielonego,
1/2 łyżeczki mieszanki ziołowej,
1/2 łyżeczki ziela angielskiego,
1 łyżka stołowa natki pietruszki i 2-3 listki szałwii.
Wykonanie: Ugotować ziemniaki, wyrobić je na purée z mlekiem i odrobiną masła, dodać sól i pieprz. Usmażyć pokrojoną cebulę na oleju, dodać do niej mięso mielone, marchewkę pokrojoną w plasterki i na końcu przyprawy. Przełożyć wszystko do żaroodpornego naczynia, na wierzch wyłożyć purée, dodatkowo można zetrzeć ser żółty - oczywiście cheddar. Zapiekać w piekarniku rozgrzanym do 200 °C przez około 25 minut. Należy uważać, aby na wierzchu utworzyła się krucha warstwa.